# Daniel Boada
Daniel Boada   (Barcelona, 1958) es un humorista gràfic, dibuixant i il·lustrador. El seu treballa mes conegut es la sèrie tires còmiques publicades al diari Avui amb el títol, Granotes i cuques. Entre d'altres ha publicat a la revista Aquanet, el setmanari El Triangle i a la revista infantil, Tretzevents.
El 2023 l'editorial, Bubok Publishing va publicar; Cucs i Cuques, un recopilatori de les pagines publicades prèviament a Tretzevents. Granots i Cuques recopilatori de tires publicades a la premsa.